# Острови та природоохоронні території Каліфорнійської затоки
27°37′36″ пн. ш. 112°32′44″ зх. д. / 27.62667° пн. ш. 112.54556° зх. д.
Острови та природоохоронні території Каліфорнійської затоки — об'єкт Світової спадщини, що включає 244 островів, острівців та прибережних районів, розташованих в та навколо Каліфорнійської затоки (Моря Кортеса) на північному заході Мексики, що простяглися від дельти річки Колорадо до ділянок за 270 км на південний схід від південного кінця півострова Каліфорнія. Ці території лежать у межах дев'яти природоохоронних територій, встановлених законом країни. Повна площа об'єкта 18380 км², з яких 4608 км² — сухопутні, а 13772 км² — морські території, що становить близько 5 % всієї площі Каліфорнійської затоки. Розмір акваторії третій серед всіх об'єктів Світової спадщини після Великого бар'єрного рифу та Галапагоських островів.
Затока характеризується видовищними природними ділянками, ізрізаним рельєфом, скелястими берегами та природними пляжами та пустельним ландшафтом навколо. В її межах присутні майже всі океанографічні процеси Земної кулі, що робить її дослідження дуже важливим.
Каліфорнійську затоку та її острови часто називають природною лабораторією для дослідження походження видів. Тут присутні як острови, населенні через стародавні містки з сушею, так і острови, населені морем або повітрям. Звідки походять 695 видів судинних рослин, більше, ніж у будь-якому іншому об'єкті Світової спадщини. Також тут водиться 891 вид риб, з яких 90 — ендеміки. Тут мешкають і 39 % всіх видів морських ссавців у світі та 33 % видів морських ракоподібних.
| Природоохоронні території Каліфорнійської затоки           |                                                            |                |                                               |           |           |
| Українська назва                                           | Назва ЮНЕСКО                                               | Категорія МСОП | Розташування                                  | Територія | Акваторія |
| Біосферний резерв Верхів'я Затоки та дельта річки Колорадо | Upper Gulf of & Colorado River Delta. Biosphere Reserve    | VI             | Баха-Каліфорнія, Сонора                       | 86 638    | 454 591   |
| Резерв флори і фауни Острови Каліфорнійської затоки        | Islands of the Gulf of California. Flora and Fauna Reserve | VI             | Баха-Каліфорнія, Баха-Каліфорнія-Сюр, Сіналоа | 358 000   | -         |
| Острів Сан-Педро-Мартір                                    | Isla San Pedro Mártir                                      | VI             | Сонора                                        | 1 111     | 29 054    |
| Біосферний заповідник Ель-Віскаїно                         | El Vizcaíno Reserve. Biosphere Reserve                     | VI             | Баха-Каліфорнія-Сюр                           | -         | 49 451    |
| Національний парк Баїя-де-Лорето                           | Bahía de Loreto. National Park                             | II             | Баха-Каліфорнія-Сюр                           | -         | 206 581   |
| Національний морський парк Кабо-Пульмо                     | Cabo Pulmo. National Marine Park                           | II             | Баха-Каліфорнія-Сюр                           | -         | 7 111     |
| Резерв флори і фауни Кабо-Сан-Люкас                        | Cabo San Lucas. Flora & Fauna Reserve                      | VI             | Баха-Каліфорнія-Сюр                           | -         | 3 996     |
| Біосферний резерв Іслас-Маріас                             | Islas Marías. Biosphere Reserve                            | VI             | Наярит                                        | 14 845    | 626 440   |
| Національний парк Ісла-Ісабель                             | Isla Isabel. National Park                                 | II             | Наярит                                        | 194       | -         |

| Мексика | Це незавершена стаття з географії Мексики. Ви можете допомогти проєкту, виправивши або дописавши її. |

1. ↑  * Назва в офіційному англомовному списку